# تييري سانت-سير
تييري سانت-سير هو مهندس وسياسي كندي، ولد في 7 نوفمبر 1977 في تيربون في كندا. نشط حزبياً في الكتلة الكيبيكية. في الانتخابات الاتحادية الكندية 2008 ‏، انتخب عضو مجلس العموم الكندي عن دائرة Jeanne-Le Ber ‏ وقد انضم خلال فترته النيابية ‏ (14 أكتوبر 2008 – 1 مايو 2011) للكتلة البرلمانية الكتلة الكيبيكية وانتخب عضو مجلس العموم الكندي عن دائرة Jeanne-Le Ber ‏ وقد انضم خلال فترته النيابية ‏ للكتلة البرلمانية الكتلة الكيبيكية وانتخب عضو مجلس العموم الكندي.